# Walter De Greef
Walter De Greef (ur. 12 listopada 1957 w Paal) – belgijski piłkarz występujący na pozycji obrońcy.

## Kariera klubowa
De Greef zawodową karierę rozpoczynał w 1976 roku w klubie KFC Beringen. W 1981 roku trafił do Anderlechtu. W 1983 roku zdobył z nim Puchar UEFA. W 1985 wygrał z zespołem mistrzostwo Belgii oraz Superpuchar Belgii. W 1986 ponownie zdobywał z Anderlechtem mistrzostwo Belgii. W ciągu pięciu sezonów rozegrał tam w sumie 109 spotkań i zdobył jedną bramkę.
W 1987 roku odszedł do austriackiego Wiener SC. Rok później powrócił do Belgii, gdzie został graczem klubu KSC Lokeren. W 1988 roku przeszedł do Patro Eisden, w którego barwach w 1989 roku zakończył karierę.

## Kariera reprezentacyjna
W reprezentacji Belgii De Greef zadebiutował 17 kwietnia 1984 w wygranym 1:0 towarzyskim meczu z Polską. W tym samym roku został powołany do kadry na Mistrzostwa Europy. Wystąpił na nich we wszystkich trzech meczach swojej drużyny - z Jugosławią (2:0), Francją (0:5) oraz Danią (2:3). Tamten turniej Belgia zakończyła na fazie grupowej. W drużynie narodowej De Greef rozegrał w sumie 5 spotkań, wszystkie w 1984 roku.